# Graditeljstvo
Graditeljstvo je široka inženjerska disciplina koja se bavi koncepcijom, planiranjem, projektiranjem, konstruiranjem, održavanjem i upravljanjem. Podrazumijeva niskogradnju i visokogradnju, izgradnju prometnih objekata i drugih arhitektonskih infrastruktura.
Graditeljstvo je jedna od prvih ljudskih djelatnosti nastala iz potrebe za sigurnim skloništem od zvijeri i vremenskih neprilika, kao i potrebe za danjim i noćnim odmorom.